# Korn
Korn (a voltes estilitzat com KoЯn o KoRn) és un grup de metal provinent de Bakersfield, Califòrnia. Són considerats els iniciadors del gènere nu metal, més tard continuat per altres bandes com Deftones o Dope.
Originalment format el 1993 per tres membres de la banda L.A.P.D., la línia actual de Korn compta amb els membres fundadors James "Munky" Shaffer (guitarra rítmica), Reginald "Fieldy" Arvizu (baix), Brian "Head" Welch (guitarra solista i veus), i Jonathan Davis (veu principal i gaita), amb Ray Luzier (bateria) el 2007, que reemplaçà el primer bateria de la banda David Silveria.
Korn gravà la seva primera demo Neidermayer's Mind l'any 1993, que va ser distribuïda lliurement a companyies discogràfiques i per petició al públic en general. El seu àlbum de debut Korn, va ser publicat el 1994, i el seguiria Life Is Peachy el 1996. El primer gran èxit de la banda seria amb l'àlbum Follow the Leader el 1998 i amb Issues el 1999, ambdós àlbums aconseguint el número a la llista Billboard 200. L'èxit continuaria amb Untouchables (2002), Take a Look in the Mirror (2003) i See You on the Other Side (2005).
L'any 2004 publicaren l'àlbum recopilatori Greatest Hits Vol. 1 que concloia el seu contracte amb Immortal Records i Epic Records. Signaren amb Virgin Records, i publicaren See You on the Other Side el 2005, i un àlbum sense títol el 2007. També publicaren Korn III: Remember Who You Are (2010) i The Path of Totality (2011) amv Roadrunner Records, The Paradigm Shift (2013) amb Prospect Park i Caroline Records. The Serenity of Suffering, seria el seu retorn a Roadrunner Records. I el seu últim àlbum The Nothing sortiria el 13 de setembre de 2019.
Korn ha venut més de 35 milions de discos arreu del món. Dotze dels llançaments oficials de la banda han assolit el top ten de la  Billboard  200, vuit dels quals han estat els primers cinc.

## Membres
Actuals
- Jonathan Davis – veu principal, gaita (1993–present); programació (2011–present)
- James "Munky" Shaffer – guitarres (1993–present); segones veus (2005–present)
- Reginald "Fieldy" Arvizu – [baix elèctric (1993–present)
- Brian "Head" Welch – guitarres, segones veus (1993–2005; 2013–present)
- Ray Luzier – bateria, percussió (2007–present)

Antics
- David Silveria – bateria, percussió (1993–2006)

## Discografia
- Korn (1994)
- Life Is Peachy (1996)
- Follow the Leader (1998)
- Issues (1999)
- Untouchables (2002)
- Take a Look in the Mirror (2003)
- See You on the Other Side (2005)
- sense títol (2007)
- Korn III: Remember Who You Are (2010)
- The Path of Totality (2011)
- The Paradigm Shift (2013)
- The Serenity of Suffering (2016)
- The Nothing (2019)
- Requiem (2022)